# Abramów (powiat lubartowski)
Abramów – wieś w Polsce położona na Wysoczyźnie Lubartowskiej, w województwie lubelskim, w powiecie lubartowskim, siedziba gminy Abramów.
W latach 1954–1972 wieś należała do i była siedzibą władz gromady Abramów. W latach 1975–1998 miejscowość należała administracyjnie do ówczesnego województwa lubelskiego.
Wieś stanowi sołectwo gminy Abramów. Według Narodowego Spisu Powszechnego Ludności i Mieszkań przeprowadzonego w marcu 2011 roku wieś miała 642 mieszkańców.

## Położenie
Abramów położony jest w centralnej części Wysoczyzny Lubartowskiej, na drodze łączącej Lubartów z Puławami.
Odległość do Lublina wynosi 30 km, do Lubartowa 20 km, do Puław 24 km.

## Historia
Na łamach strony internetowej gminy Abramów przeczytać można o tym, że „informacje na temat wsi Abramów, które zachowały się do dziś sięgają drugiej połowy XIX wieku. W okresie tym miejscowość liczyła 60 osad włościańskich i była własnością prywatną folwarku Wielkie”.
W pierwszej połowie XIX wieku miejscowość Abramów odnotowana jest w Tabelli miast, wsi, osad, Królestwa Polskiego, z wyrażeniem ich położenia i ludności z 1827 roku; wieś należała wówczas do parafii Rudno, liczyła 60 domów i miała 962 mieszkańców.
Podczas I wojny światowej miejscowość została doszczętnie zniszczona. Niedaleko wsi znajdował się cmentarz wojenny z okresu I wojny światowej. W 1925 roku wybudowano kościół parafialny pod wezwaniem Matki Bożej Szkaplerznej. Od 1937 roku Abramów jest siedzibą gminy.

## Demografia
Liczbę ludności na podstawie spisów powszechnych i rejestru PESEL przedstawia poniższa tabela:
| Rok             | 1988 | 2002 | 2009 | 2011 | 2021 |
| Liczba ludności | 663  | 685  | 666  | 642  | 595  |

Tabella miast, wsi, osad, Królestwa Polskiego, z wyrażeniem ich położenia i ludności z 1827 roku podaje ludność 962 osób. Słownik geograficzny Królestwa Polskiego z 1880 roku liczby ludności nie podaje. Skorowidz miejscowości Rzeczypospolitej Polskiej na podstawie Pierwszego Powszechnego Spisu Ludności z 1921 roku podaje ludność ogółem 697 osób, w tym 335 mężczyzn i 362 kobiet, 690 osób wyznania rzymskokatolickiego i 7 wyznania mojżeszowego, 690 osób narodowości polskiej i 7 narodowości żydowskiej.

## Administracja
W 1827 roku wieś Abramów należała do województwa lubelskiego, obwodu lubelskiego, powiatu lubartowskiego i parafii Rudno.
W 1880 roku miejscowość należała do gminy Wielkie w powiecie lubartowskim, w guberni lubelskiej. Najbliższa stacja pocztowa znajdowała się w Kurowie, przy trakcie łączącym Puławy z Lublinem.
Po odzyskaniu niepodległości przez Polskę Abramów nadal należał do gminy Wielkie w powiecie lubartowskim województwa lubelskiego.

## Oświata
W Abramowie mieści się Zespół Szkolno-Przedszkolny składający się ze szkoły podstawowej i przedszkola. Obecny budynek szkoły został zbudowany w 1975 roku, natomiast przedszkole powstało w roku 2007. Od roku 1999 istniało także gimnazjum (od 2001 roku funkcjonowało w osobnym budynku).

## Religia
We wsi znajduje się rzymskokatolicki kościół parafialny pod wezwaniem Matki Bożej Szkaplerznej, erygowany w 1925 roku. Do parafii należą cmentarz o powierzchni 2 hektarów oraz niewielka biblioteka parafialna, założona jeszcze przed II wojną światową.